# وائوسا (نبراسکا)
وائوسا(به انگلیسی: Wausa) شهری در ایالت نبراسکا کشور ایالات متحده آمریکا است که جمعیت آن در سرشماری سال ۲۰۱۰ میلادی، ۶۳۴ نفر بوده‌است.